# Alpe d'Huez
Alpe d'Huez es una montaña de los Alpes franceses de 1850 m de altitud. La estación de esquí existente en dicha montaña se comenzó a construir en 1930. En 1936, se instaló el primer remonte mecánico de tipo telesquí. Alpe d'Huez debe su fama a la carrera ciclista del Tour de Francia o al Festival de Cine L'Alpe d'Huez, que se viene celebrando desde 1997.

## Tour de Francia

### Historia

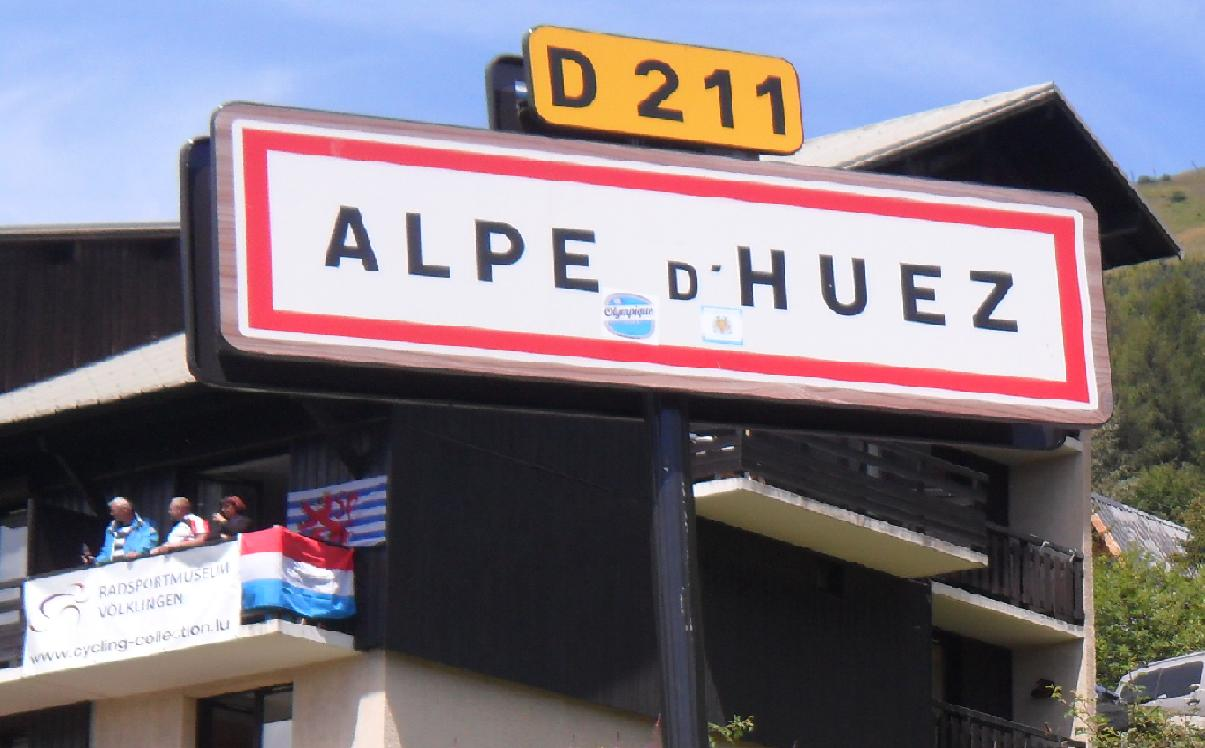
Cartel de Alpe d'Huez.

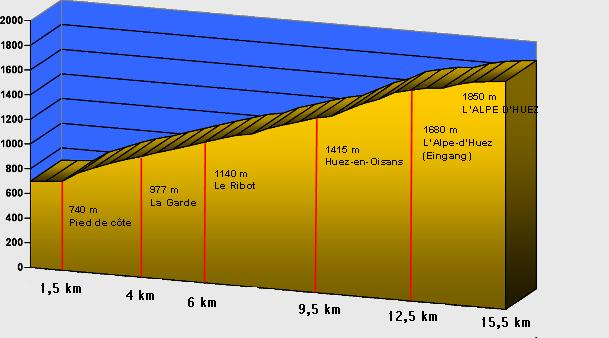
Esquema de desnivel de Alpe d'Huez.

Alpe d'Huez es una de los más famosos finales de etapa de la ronda francesa. Apareció en el trazado de la Grande Boucle por primera vez en 1952, con la victoria del italiano Fausto Coppi y, aunque no se volvió a subir hasta el Tour de 1976 desde entonces ha estado presente en el recorrido de la carrera casi todos los años. Desde la edición del 95 parece que la frecuencia por la que han optado los organizadores para incluirla en el recorrido, es la de un año sí, un año no, salvo 2003 y 2004, incluida en ambas ocasiones, cambiando su secuencia de años impares a los pares.
Su trascendencia en el desarrollo de la carrera se fue incrementando con cada nueva edición, hasta el punto de que, durante algunos años, era famosa la máxima de que "quien sale de amarillo del Alpe d'Huez, gana el Tour de Francia". Sin embargo, tras los Tours del 87 y del 89, cuando ni Pedro Delgado ni Laurent Fignon pudieron hacerse con la victoria final en la general después de haber salido líderes de Alpe d'Huez, se dijo que además de salir líder del Alpe d'Huez, había que ganar una contrarreloj.
Cabe recordar que el Alpe d´Huez vio la primera victoria de un ciclista latinoamericano de toda su historia, ya que en el año de 1984 Lucho Herrera lograría su primera victoria en el Tour de Francia, convirtiéndose así en el primer ciclista colombiano y latinoamericano en lograr un triunfo en etapa.

### La subida
La ascensión comienza en las afueras de la localidad de Bourg-d'Oisans. El recorrido que se realiza en carrera es (casi) siempre el mismo, pese a que los últimos kilómetros discurren por el pueblo, lo que permitiría, en teoría, hacer ciertas variaciones y pese a que existe otra vía de llegada a la estación que sale de la carretera principal a unos 5 kilómetros de la meta, eso si, con un asfalto menos cuidado y una orografía más hostil para la presencia del público.
Sin duda, la característica que más famosa ha hecho a esta subida, amén de su dureza, son las 21 curvas de herradura, numeradas en sentido decreciente desde la base hasta la cima y en cuyos carteles, que anuncian el número de la curva, se puede leer también y en orden cronológico, el nombre de uno de los ganadores en la cima del Alpe d'Huez. Tras la disputa de la edición del 2003, el número de vencedores en el Alpe d'Huez superó el de curvas por lo que se optó por añadir un nombre más a cada curva, volviendo a empezar por la 21 nuevamente. 
Otra peculiaridad más de estas curvas es que, en sí mismas, carecen casi de desnivel, encontrándose los puntos más complicados justo a la salida de las mismas, donde la carretera se vuelve a empinar de manera brusca. Esta peculiaridad constituye un arma de doble filo para el cliclista o el cicloturista pues, si bien proporciona apenas 2 o 3 segundos de respiro, altera considerablemente la cadencia de pedaleo.
El desnivel total que se salva es de 1073 m y una longitud de 13,1 km, con una pendiente media del 8,2% y una pendiente máxima del 11,5%.
- Kilómetro 1: Por porcentaje es el más duro de toda la subida, con una pendiente media del 10.5%, aunque la mayor parte sea al 11%. Comienza en las afueras de Bourg-d'Oisans, justo antes de cruzar un pequeño puente sobre el río Romanche. Después se gira a la izquierda y es en ese momento donde realmente comienza la ascensión. En este kilómetro está enmarcada la curva, a la que se llega dejando el muro de piedra a la derecha.

- Kilómetros 2 y 3: Comienza el serpenteo. Tres curvas, la 20, 19 y 18 y un desnivel total del 9.4%. La vegetación sigue siendo abundante y el ambiente nunca llega a ser axfisiante del todo. En el kilómetro 3 se llega a la población de La Garde, a 930 metros de altitud. Aquí están las curvas 17 y 16, siendo el porcentaje total del kilómetro del 8.4%

- Kilómetros 4 y 5: El kilómetro 4 es el más "suave" hasta ese momento, su porcentaje total es del 7.7% y en él están las curvas 15 y 14. En el 5 se llega a la población de La Ribot, a 1091 metros. El desnivel aquí es del 8.8% y hay otras dos curvas, la 13 y 12. Después de pasar esta localidad, la vegetación pierde frondosidad y eso favorece, junto a los kilómetros ya salvados y la creciente altitud, la sensación de fatiga.

- Kilómetros 6 y 7: Nuevamente se suaviza la pendiente, quedándose en el 7.2% en el kilómetro 6 para encontrarnos en los siguientes mil metros con las rampas más duras, por porcentaje, de la subida, llegando al 12% en tres tramos distintos con un porcentaje acumulado del kilómetro del 9.5%. En el primer kilómetro hay dos curvas más, la 11 y la 10. La curva 9 une dos de los tramos al 12% y la 8 se encuentra a la salida del tercer tramo.

- Kilómetro 8 y 9: Desde este momento el paisaje se vuelve cada vez más hostil, con mucha menos vegetación que en la base de la subida. La subida se hace más monótona pues en estos dos mil metros sólo se superan dos curvas, la 7, casi al principio del kilómetro 9 y la 6, casi al final del kilómetro 9. El primero tiene un porcentaje del 8% y el segundo del 7.2%.

- Kilómetro 10, 11 y 12: Estos tres kilómetros unen la localidad de Huez con la estación de esquí que da nombre a la subida. Son muy uniformes en sus porcentajes, 8.5%, 8.6% y 8.5% respectivamente. Sólo al principio del kilómetro 12, a la salida de Huez, hay una rampa al 11%, a continuación de la curva 5, unos metros más adelante está la 4. Ya en el kilómetro 11 se hallan las curvas 3 y 2 para, finalmente, en el kilómetro 12 encontrar la curva número 1, la última de la subida.

- Kilómetro 13: Transcurre en su totalidad por las calles de la estación de esquí, su desnivel es del 4.3%, mucho más suave que el resto de la subida. La recta de meta es casi llana

### Curiosidades
Por naciones, Países Bajos tiene el mayor número de victorias, 8, seguida de Italia con 7. Por este motivo, se la conoce desde hace tiempo como "la montaña de los holandeses" y por este motivo también, la presencia de aficionados de este país es, normalmente, masiva.
El Tour del 2004 fue el único en el que no se disputó una etapa en línea sino una cronoescalada. Casi un millón de aficionados se dieron cita aquel día para ver la victoria de Lance Armstrong.
Seis corredores han ganado en dos ocasiones en Alpe d'Huez: Joop Zoetemelk, Hennie Kuiper, Peter Winnen, Gianni Bugno, Marco Pantani y Lance Armstrong. Tres españoles han vencido en la montaña de las 21 curvas de herradura: Carlos Sastre, Federico Etxabe e Iban Mayo, otros tres salieron como líderes de la clasificación general después de la disputa de esta mítica etapa: Pedro Delgado, en los Tours del 87 y 88, ganando la edición de este último, Miguel Induráin, en los Tours del 91, 92, 94 y 95, ganador de la general final en todos ellos, Carlos Sastre también se colocó como líder tras ganar en este mítico puerto durante la edición 2008.

### Ganadores en Alpe d'Huez
| Año   | Etapa | Inicio de etapa          | Distancia (km) | Cat | Ganador de etapa   | Líder clasificación general | Curva |
| ----- | ----- | ------------------------ | -------------- | --- | ------------------ | --------------------------- | ----- |
| 1952  | 10    | Lausanne                 | 266            | 1   | Fausto Coppi       | Fausto Coppi                | 21    |
| 1976  | 9     | Divonne-les-Bains        | 258            | 1   | Joop Zoetemelk     | Lucien Van Impe             | 20    |
| 1977  | 17    | Chamonix                 | 184,5          | 1   | Hennie Kuiper      | Bernard Thévenet            | 19    |
| 1978  | 16    | Saint-Étienne            | 240,5          | 1   | Hennie Kuiper      | Joop Zoetemelk              | 18    |
| 1979* | 17    | Les Menuires             | 166,5          | HC  | Joaquim Agostinho  | Bernard Hinault             | 17    |
| 1979* | 18    | Alpe d'Huez              | 118,5          | HC  | Joop Zoetemelk     | Bernard Hinault             | 16    |
| 1981  | 19    | Morzine                  | 230,5          | HC  | Peter Winnen       | Bernard Hinault             | 15    |
| 1982  | 16    | Orcières-Merlette        | 123            | HC  | Beat Breu          | Bernard Hinault             | 14    |
| 1983  | 17    | La Tour-du-Pin           | 223            | HC  | Peter Winnen       | Laurent Fignon              | 13    |
| 1984  | 17    | Grenoble                 | 151            | HC  | Lucho Herrera      | Laurent Fignon              | 12    |
| 1986  | 18    | Briançon–Serre Chevalier | 182,5          | HC  | Bernard Hinault    | Greg LeMond                 | 11    |
| 1987  | 20    | Villard-de-Lans          | 201            | HC  | Federico Echave    | Pedro Delgado               | 10    |
| 1988  | 12    | Morzine                  | 227            | HC  | Steven Rooks       | Pedro Delgado               | 9     |
| 1989  | 17    | Briançon                 | 165            | HC  | Gert-Jan Theunisse | Laurent Fignon              | 8     |
| 1990  | 11    | Saint-Gervais–Mont Blanc | 182,5          | HC  | Gianni Bugno       | Ronan Pensec                | 7     |
| 1991  | 17    | Gap                      | 125            | HC  | Gianni Bugno       | Miguel Induráin             | 6     |
| 1992  | 14    | Sestrières               | 186,5          | HC  | Andrew Hampsten    | Miguel Induráin             | 5     |
| 1994  | 16    | Valréas                  | 224,5          | HC  | Roberto Conti      | Miguel Induráin             | 4     |
| 1995  | 10    | Aime–La Plagne           | 162,5          | HC  | Marco Pantani      | Miguel Induráin             | 3     |
| 1997  | 13    | Saint-Étienne            | 203,5          | HC  | Marco Pantani      | Jan Ullrich                 | 2     |
| 1999  | 10    | Sestrières               | 220,5          | HC  | Giuseppe Guerini   | Lance Armstrong             | 1     |
| 2001  | 10    | Aix-les-Bains            | 209            | HC  | Lance Armstrong    | François Simon              | 21    |
| 2003  | 8     | Sallanches               | 219            | HC  | Iban Mayo          | Lance Armstrong             | 20    |
| 2004  | 16    | Bourg-d'Oisans           | 15,5 (ITT)     | HC  | Lance Armstrong    | Lance Armstrong             | 19    |
| 2006  | 15    | Gap                      | 187            | HC  | Fränk Schleck      | Óscar Pereiro               | 18    |
| 2008  | 17    | Embrun                   | 210,5          | HC  | Carlos Sastre      | Carlos Sastre               | 17    |
| 2011  | 19    | Modane                   | 109,5          | HC  | Pierre Rolland     | Andy Schleck                | 16    |
| 2013† | 18    | Gap                      | 172,5          | HC  | Christophe Riblon  | Chris Froome                | 15    |
| 2015  | 20    | Modane Valfréjus         | 110,5          | HC  | Thibaut Pinot      | Chris Froome                | 14    |
| 2018  | 12    | Bourg-Saint-Maurice      | 169,5          | HC  | Geraint Thomas     | Geraint Thomas              | 13    |
| 2022  | 12    | Brianzón                 | 165,1          | HC  | Thomas Pidcock     | Jonas Vingegaard            | 12    |

† La etapa 18 de la edición del Tour de 2013 subió al Alpe d'Huez 2 veces. Moreno Moser coronó el puerto en la primera ascensión.

### Ganadores por países
| País           | Victorias | Último vencedor            |
| -------------- | --------- | -------------------------- |
| Países Bajos   | 8         | Gert-Jan Theunisse en 1989 |
| Italia         | 7         | Giuseppe Guerini en 1999   |
| Francia        | 4         | Thibaut Pinot en 2015      |
| España         | 3         | Carlos Sastre en 2008      |
| Reino Unido    | 2         | Thomas Pidcock en 2022     |
| Portugal       | 1         | Joaquim Agostinho en 1979  |
| Suiza          | 1         | Beat Breu en 1982          |
| Colombia       | 1         | Luis Herrera en 1984       |
| Estados Unidos | 1         | Andrew Hampsten en 1992    |
| Luxemburgo     | 1         | Fränk Schleck en 2006      |

### Estadísticas

#### Más victorias
| Ciclista        | Victorias | Años        |
| --------------- | --------- | ----------- |
| Hennie Kuiper   | 2         | 1977 y 1978 |
| Joop Zoetemelk  | 2         | 1976 y 1979 |
| Peter Winnen    | 2         | 1981 y 1983 |
| Gianni Bugno    | 2         | 1990 y 1991 |
| Marco Pantani   | 2         | 1995 y 1997 |
| Lance Armstrong | 2         | 2001 y 2004 |

#### Ascensiones más rápidas a Alpe d'Huez
La ascensión más rápida la protagonizó Marco Pantani en 1995: 36' 50s. Todos los tiempos están tomados a 13,8 km de la cima.
| Posición | Tiempo  | Nombre           | Año  |
| -------- | ------- | ---------------- | ---- |
| 1        | 36' 50" | Marco Pantani    | 1995 |
| 2        | 36' 55" | Marco Pantani    | 1997 |
| 3        | 37' 15" | Marco Pantani    | 1994 |
| 4        | 37' 36" | Lance Armstrong  | 2004 |
| 5        | 37' 41" | Jan Ullrich      | 1997 |
| 6        | 38' 00" | Lance Armstrong  | 2001 |
| 7        | 38' 10" | Miguel Induráin  | 1995 |
| 7        | 38' 10" | Alex Zülle       | 1995 |
| 9        | 38' 12" | Bjarne Riis      | 1995 |
| 10       | 38' 22" | Richard Virenque | 1997 |

### Altitud de las curvas de herradura del Alpe d'Huez

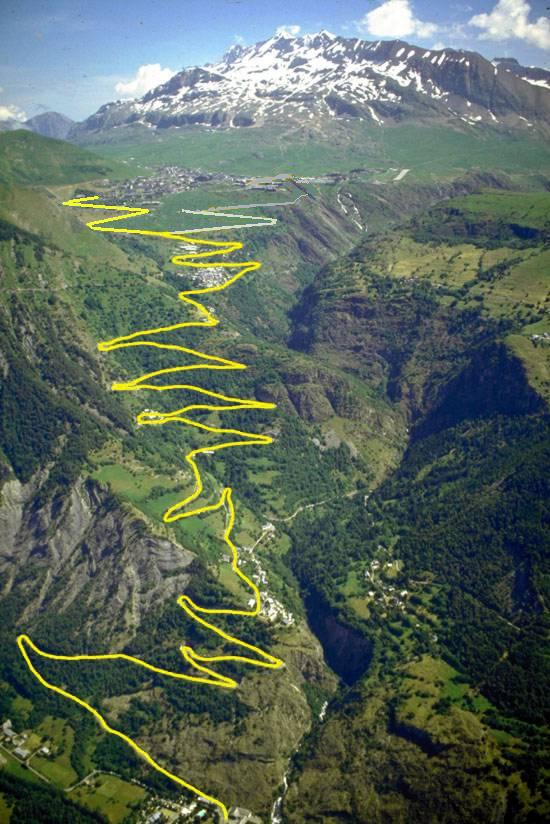
La ascensión del Alpe d'Huez.

| - Llegada: 1850 m. - Giro 1: 1713 m. - Giro 2: 1669 m. - Giro 3: 1629 m. - Giro 4: 1553 m. - Giro 5: 1512 m. - Giro 6: 1480 m. - Giro 7: 1390 m. - Giro 8: 1345 m. - Giro 9: 1295 m. - Giro 10: 1245 m. | - Giro 11: 1195 m. - Giro 12: 1161 m. - Giro 13: 1120 m. - Giro 14: 1050 m. - Giro 15: 1025 m. - Giro 16: 980 m. - Giro 17: 950 m. - Giro 18: 922 m. - Giro 19: 900 m. - Giro 20: 880 m. - Giro 21: 806 m. |

### Vertiente de bajada
Una de las características de este puerto es que a diferencia de otros "colosos" de categoría Especial del Tour de Francia no tenía vertiente de bajada con lo que siempre que se ascendía tenía que ser final en alto. Sin embargo para la edición del 2013 arreglaron la carretera hasta el Col de Sarenne para poder pasar dos veces por este alto en esa edición. Multiplicando así las opciones de llegada de este puerto para ediciones futuras.